# Biểu tượng quốc gia Hungary

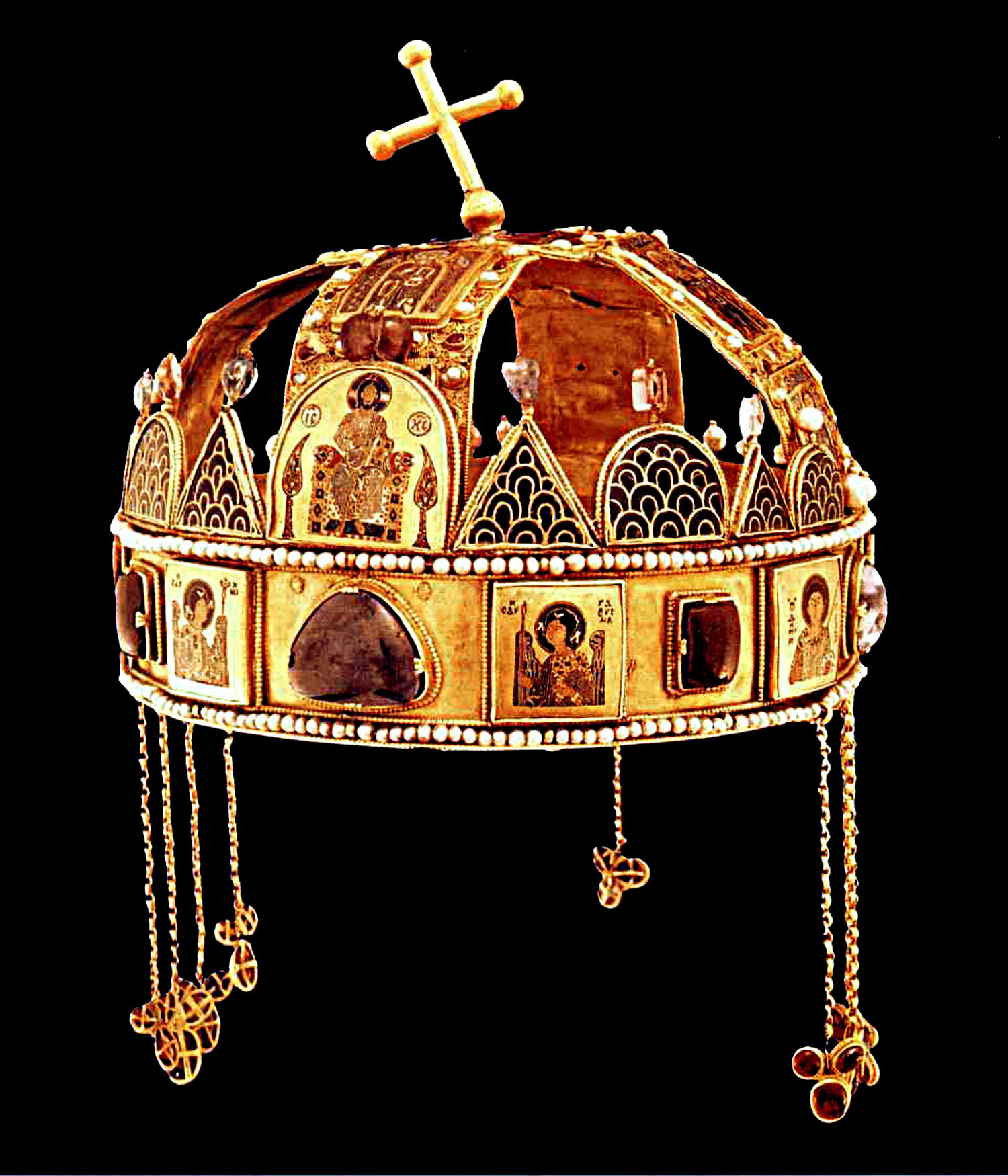
Vương miện Thần thánh Hungary

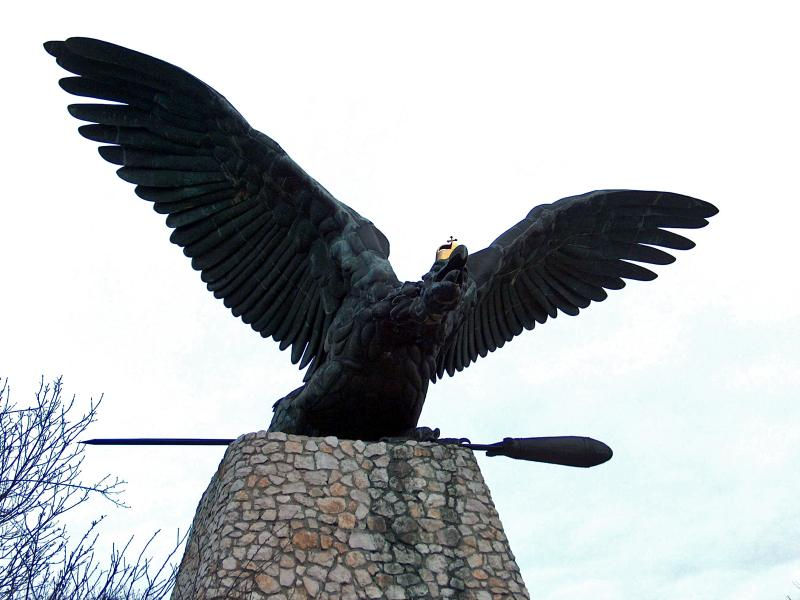
Turul, biểu tượng thần thoại Hungary

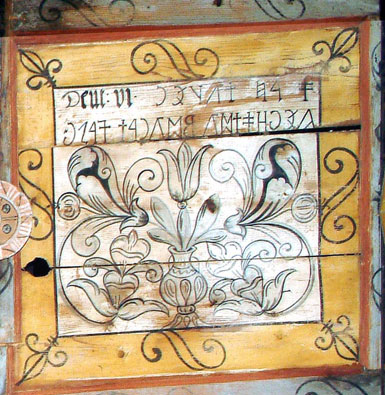
Chữ Hungary cổ, hệ thống chữ viết cổ của Hungary

Những biểu tượng quốc gia của Hungary là quốc kỳ, những biểu tượng hoặc thể hiện văn hóa mang tính biểu tượng, đại diện hoặc đặc trưng của Hungary hoặc nền văn hóa Hungary. Những sản phẩm và biểu tượng giàu giá trị đặc biệt của Hungary được gọi là Hungaricum.

## Quốc kỳ và quốc huy
Quốc kỳ Hungary có ba màu đỏ, trắng và xanh lục nằm ngang. Quốc huy của triều đại Árpád cũng rất nổi tiếng.

Quốc kỳ Hungary
Quốc huy Hungary
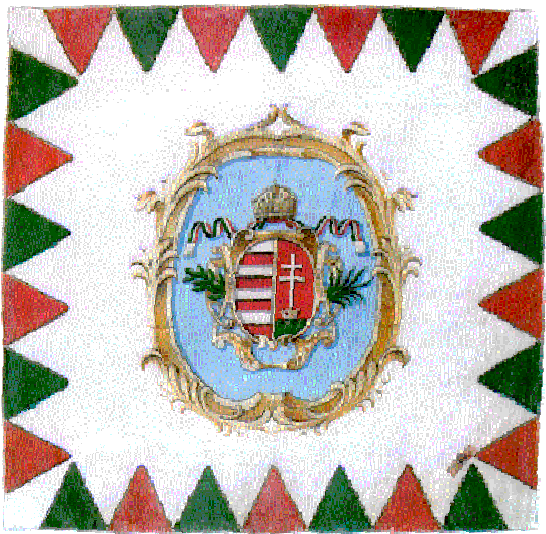
Quốc kỳ quân sự Hungary từ cuộc cách mạng Hungary 1848
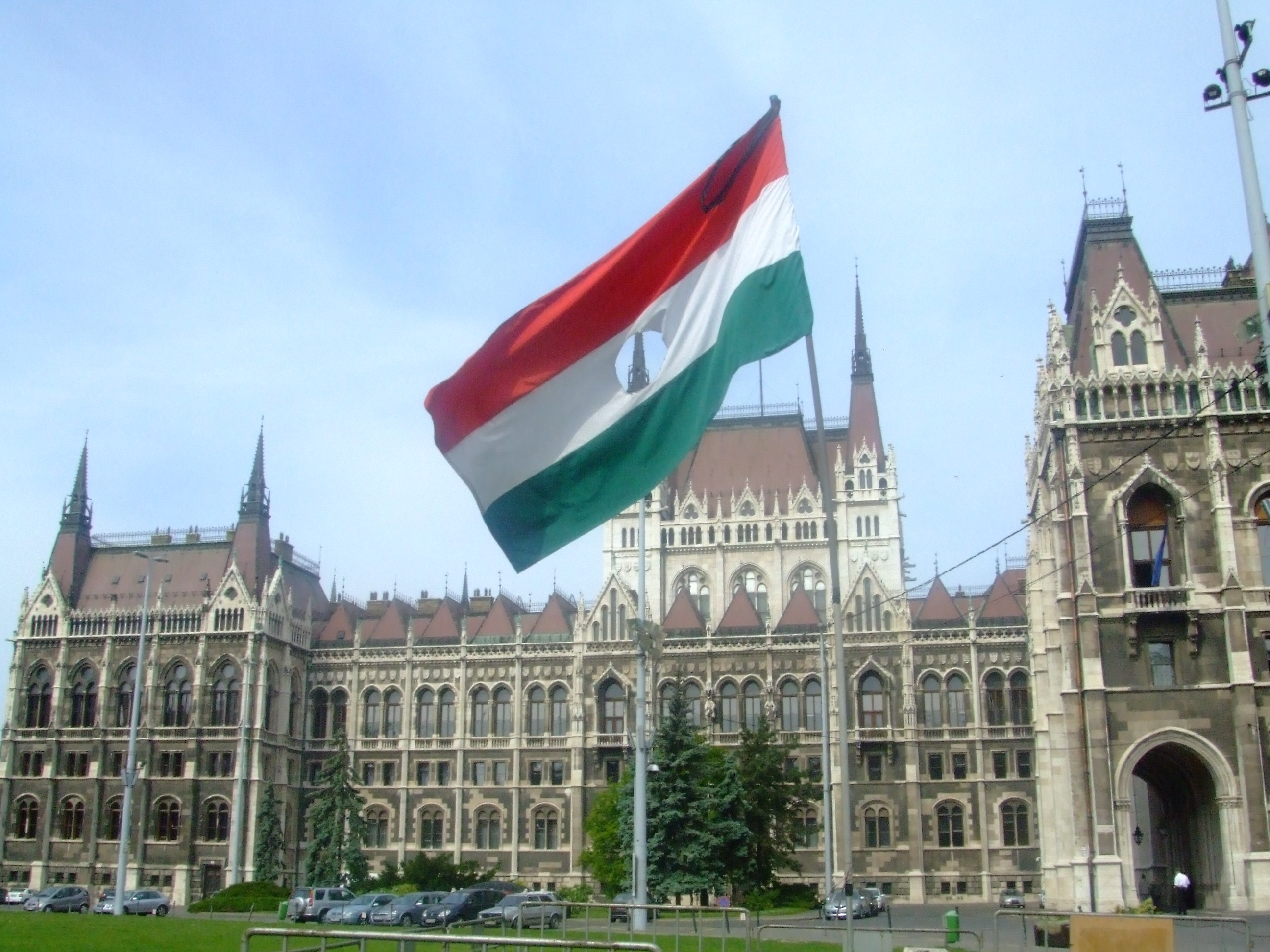
Hungarian revolution flag in front of the Hungarian Parliament Building
Quốc huy triều đại Árpád

## Hệ thực vật và động vật
Gần một phần năm diện tích đất nước Hungary là rừng, tuy nhiên chỉ 10% trong số ấy là rừng tự nhiên. Hungary là nơi sinh sống của 2.200 loài thực vật có hoa, do địa hình và khí hậu của nơi đây, nhiều loài trong số chúng thường không tìm thấy được ở vĩ độ này. Ví dụ, phần lớn hệ thực vật ở Villány và Đồi Mecsek ở Nam Transdanubia thường nhìn thấy quanh vùng biển Mediterranean. Ở miền Nam Đồi Szársomlyó của Núi Villány, loài Colchicum hungaricum (củ nghệ Hungary) đã được nhà thực vật người Hungary Viktor Janka khám phá và miêu tả thực vật học vào năm 1867. Đây là loài hoa của Hungary [bản địa?] nở sớm nhất.
Vùng đất nhiễm mặn Hortobágy ở Đồng bằng phía Đông có nhiều loài thực vật thường được tìm thấy bên bờ biển, còn khu vực Nyírség nổi tiếng với hoa cỏ. Rừng Gemenc trên sông Danube gần Szekszárd, Little Balaton ở trung tâm Transdanubia và sông Tisza cuộn ngược ở phía đông Kecskemét là những vùng đất ngập mặn quan trọng. Hầu hết cây cối trong rừng của quốc gia này là sồi rụng lá, sồi và bạch dương, một lượng nhỏ là linh sam. Kể từ thế kỉ 14, hơn 250 loài thực vật mới đã xâm lấn Hungary, trong số đó gần 70 loại được xem là bị xâm lấn. Nhiều loài thực vật như vậy là những loài thảo mộc lâu năm, chúng dần dầu tiêu diệt một số hệ thực vật bản địa.
Về mặt lịch sử, Hungary là nơi cung cấp tới Mỹ lượng paprika nhiều thứ hai, mặc dù loại gia vị này không phải sản phẩm thực vật bản địa của Hungary. Paprika của Hungary có hương vị đặc biệt và có nhu cầu tiêu thụ lớn ở châu Âu để được dùng làm gia vị thay vì làm chất tạo màu.

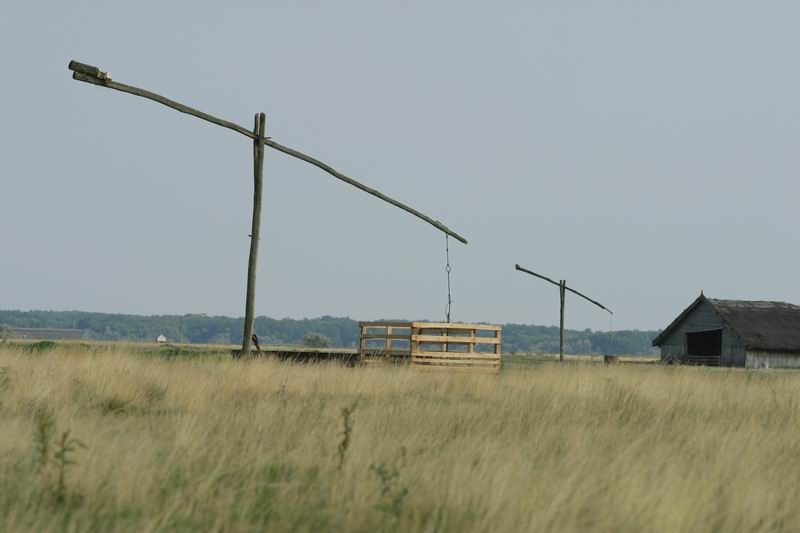
Vườn quốc gia Hortobágy, thảo nguyên của Hungary
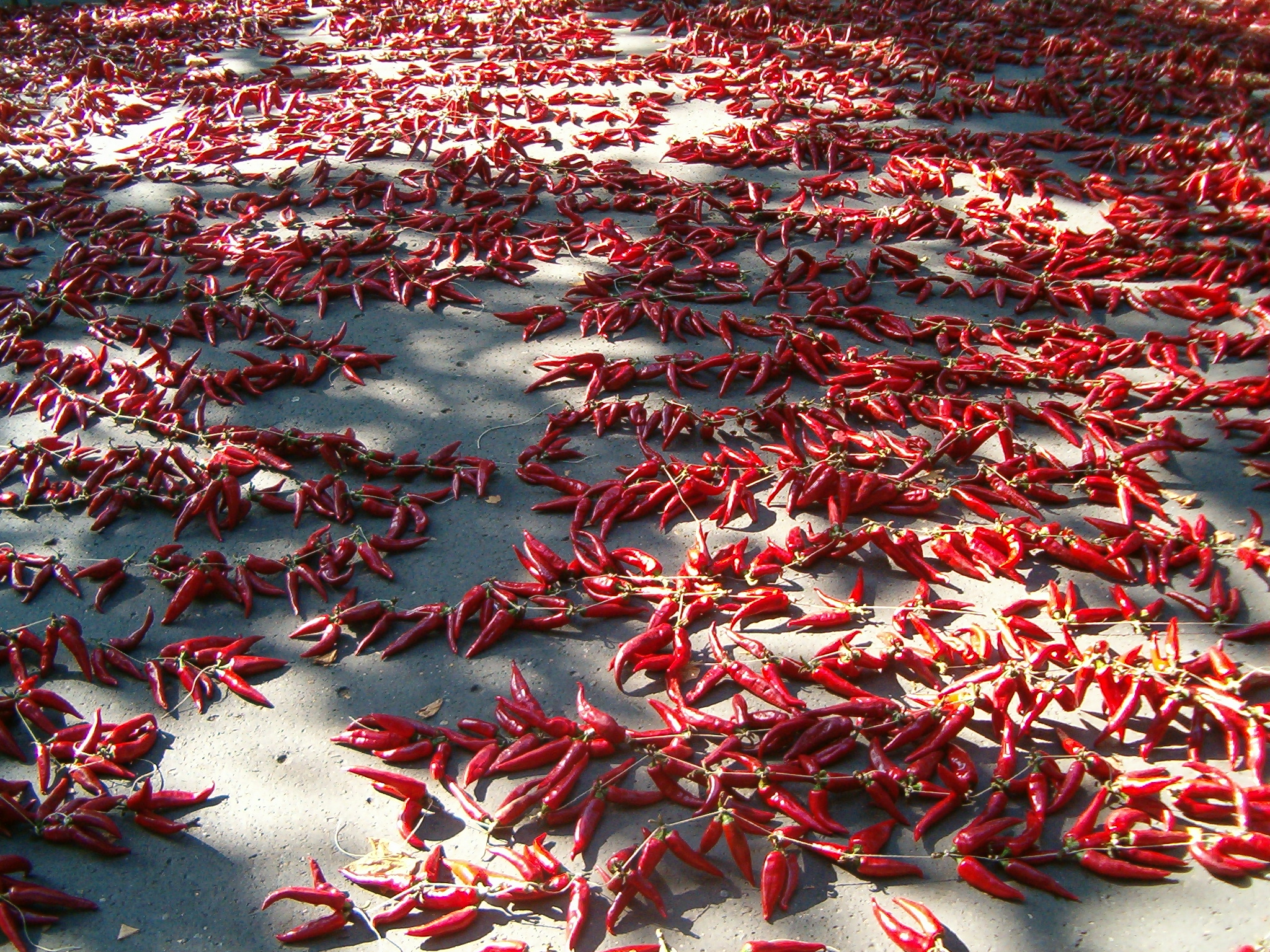
Ớt vùng Szeged đang phơi khô
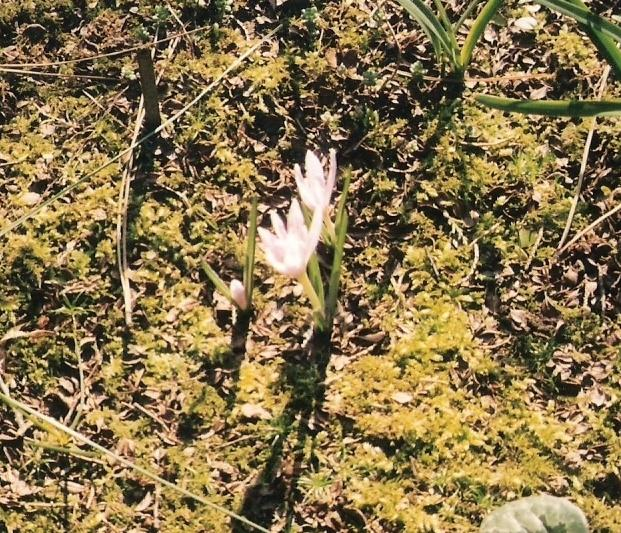
Củ nghệ Hungary, Colchicum hungaricum
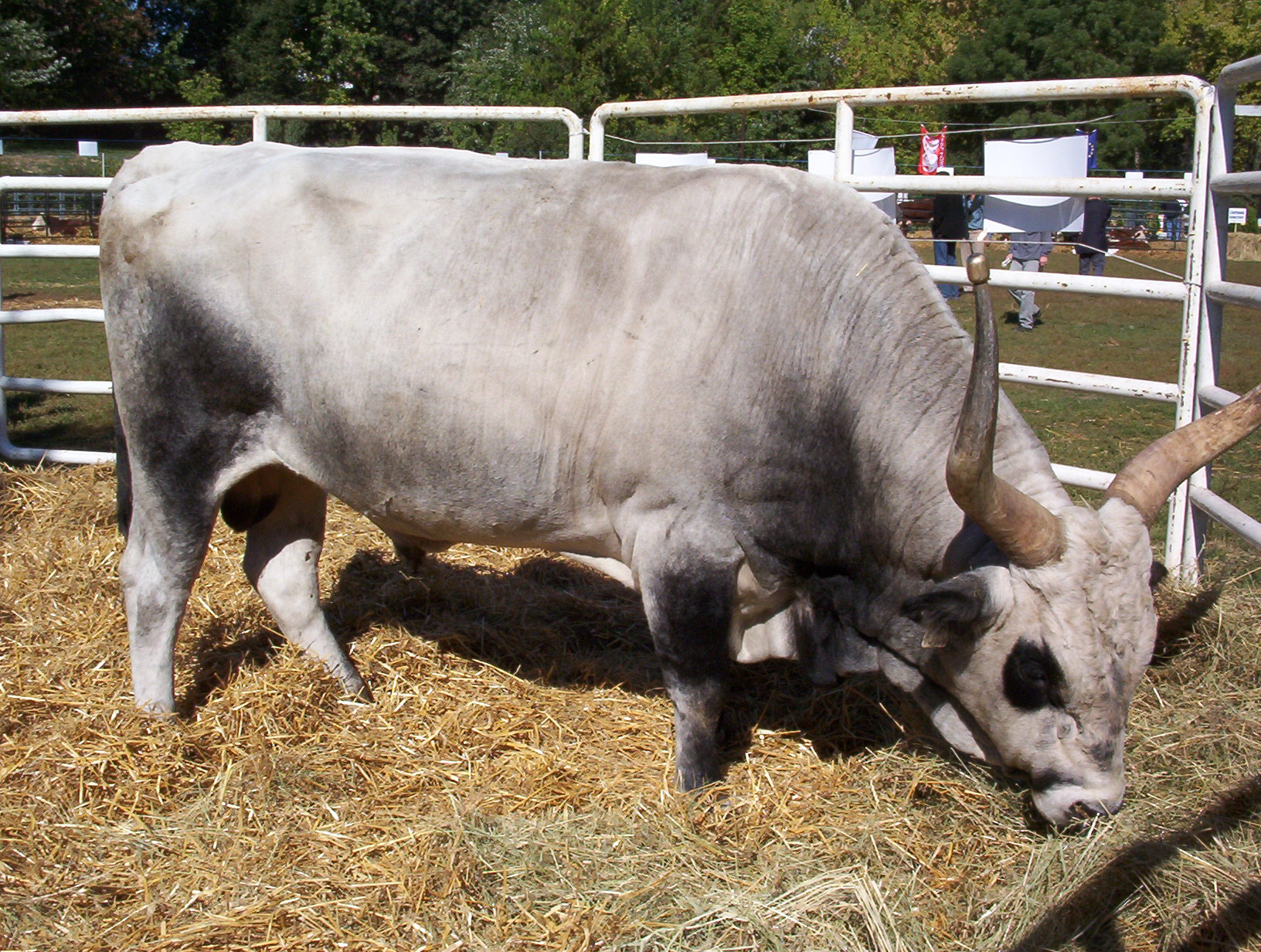
Bò Grey Hungary
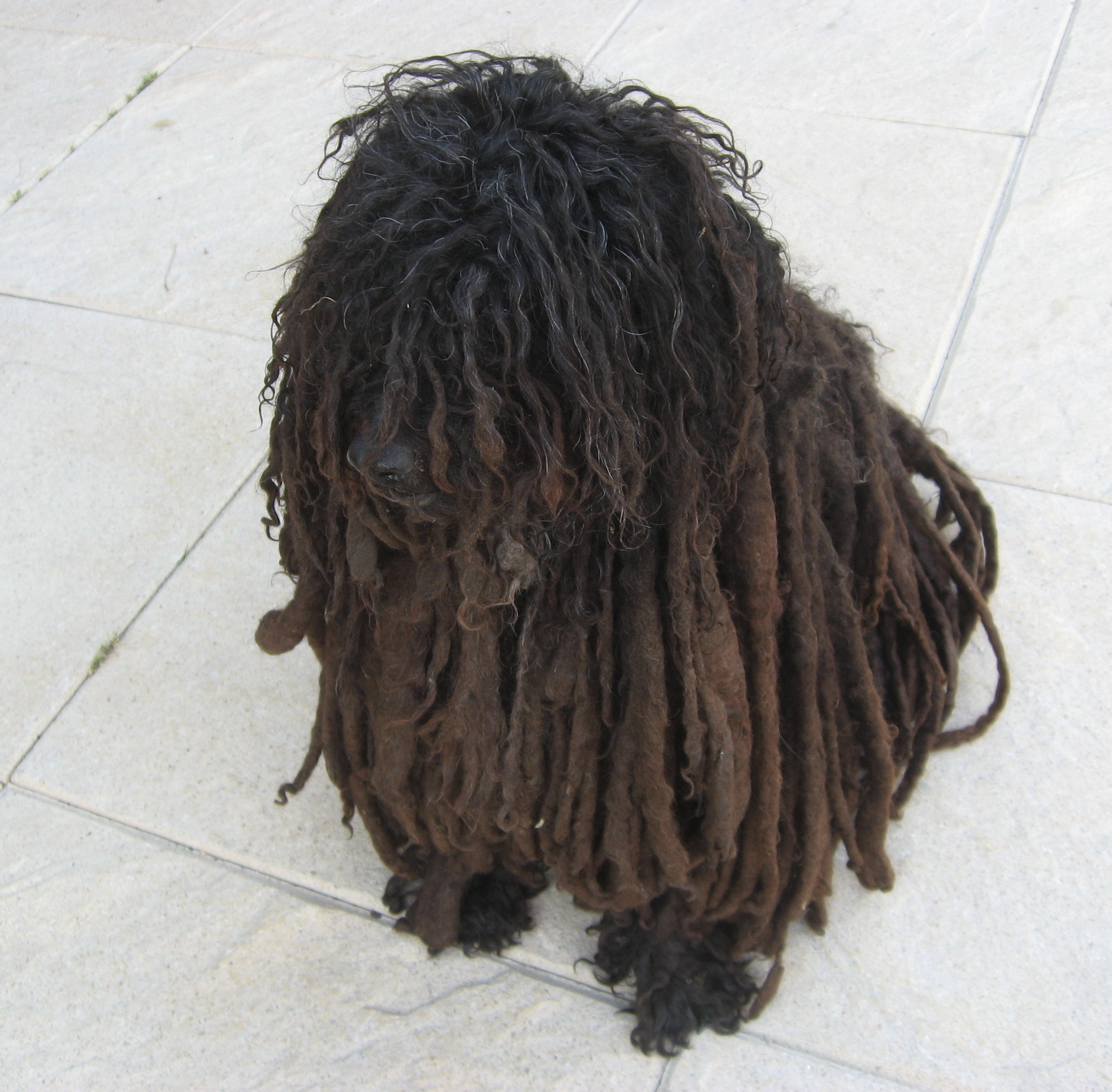
Chó chăn cừu Puli (nhỏ hơn)
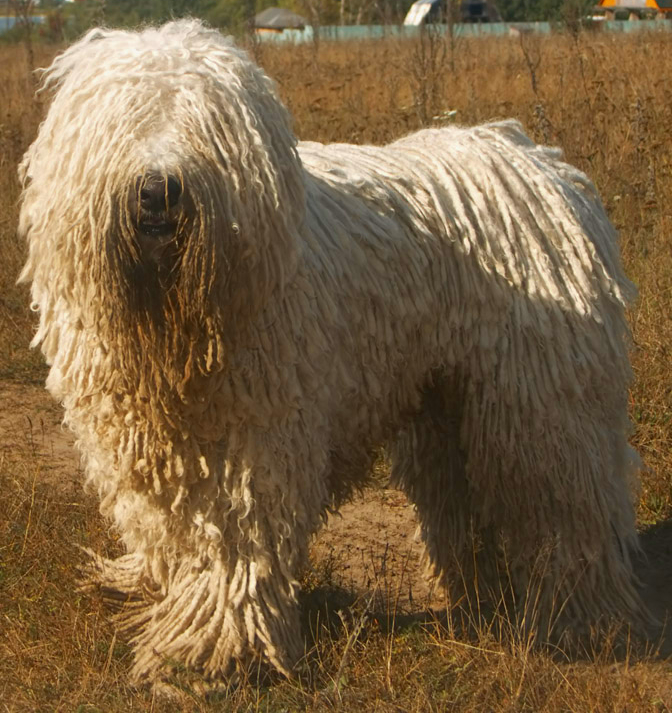
Chó chăn cừu Komondor (lớn hơn)
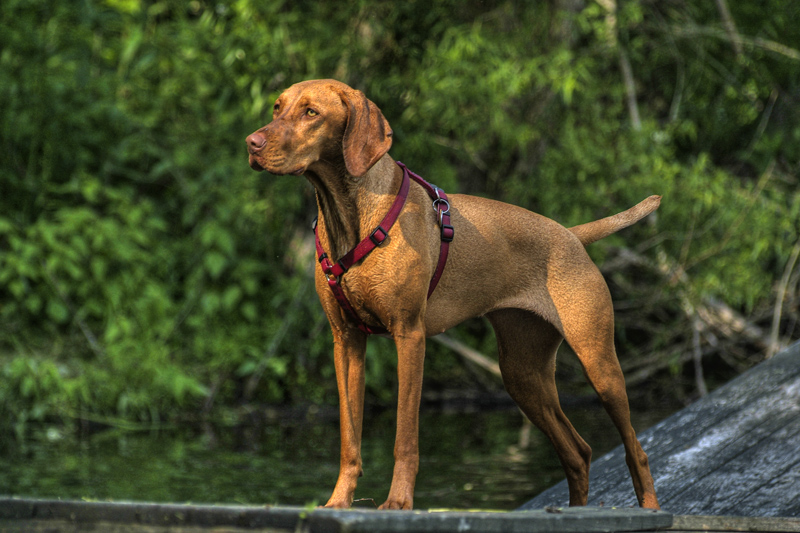
Vizsla
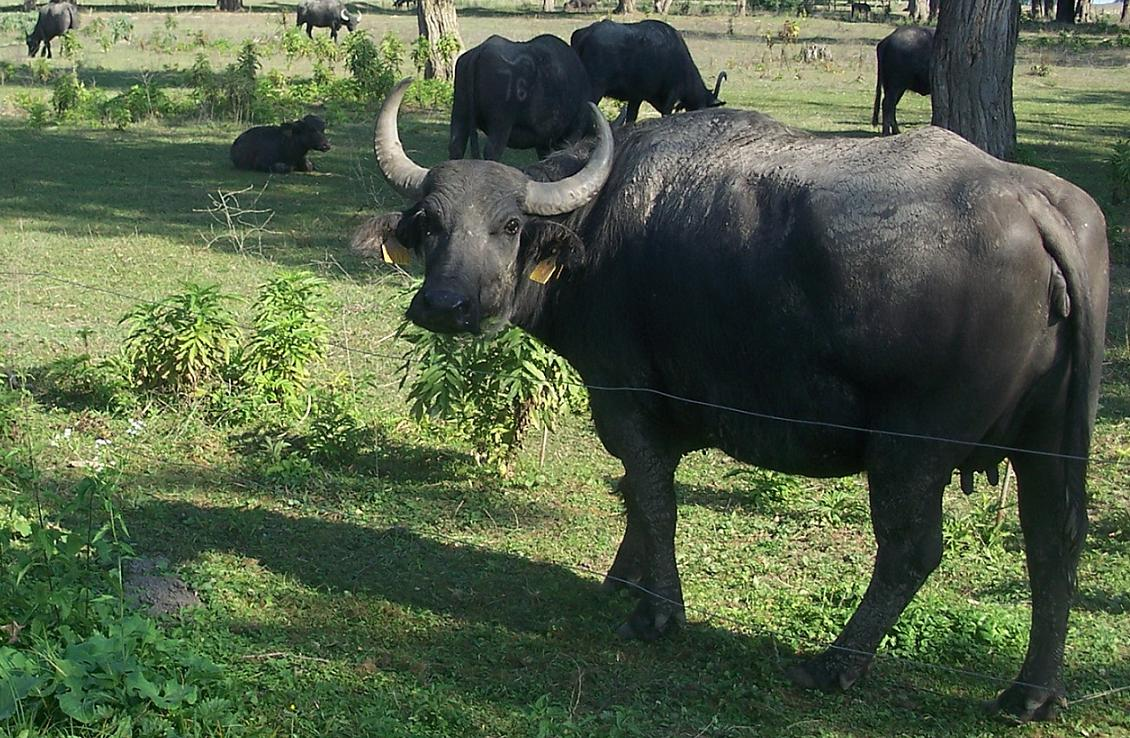
Trâu Hungary ở trong khu bảo tồn trâu Kápolnapuszta, quận Zala

## Nhân vật

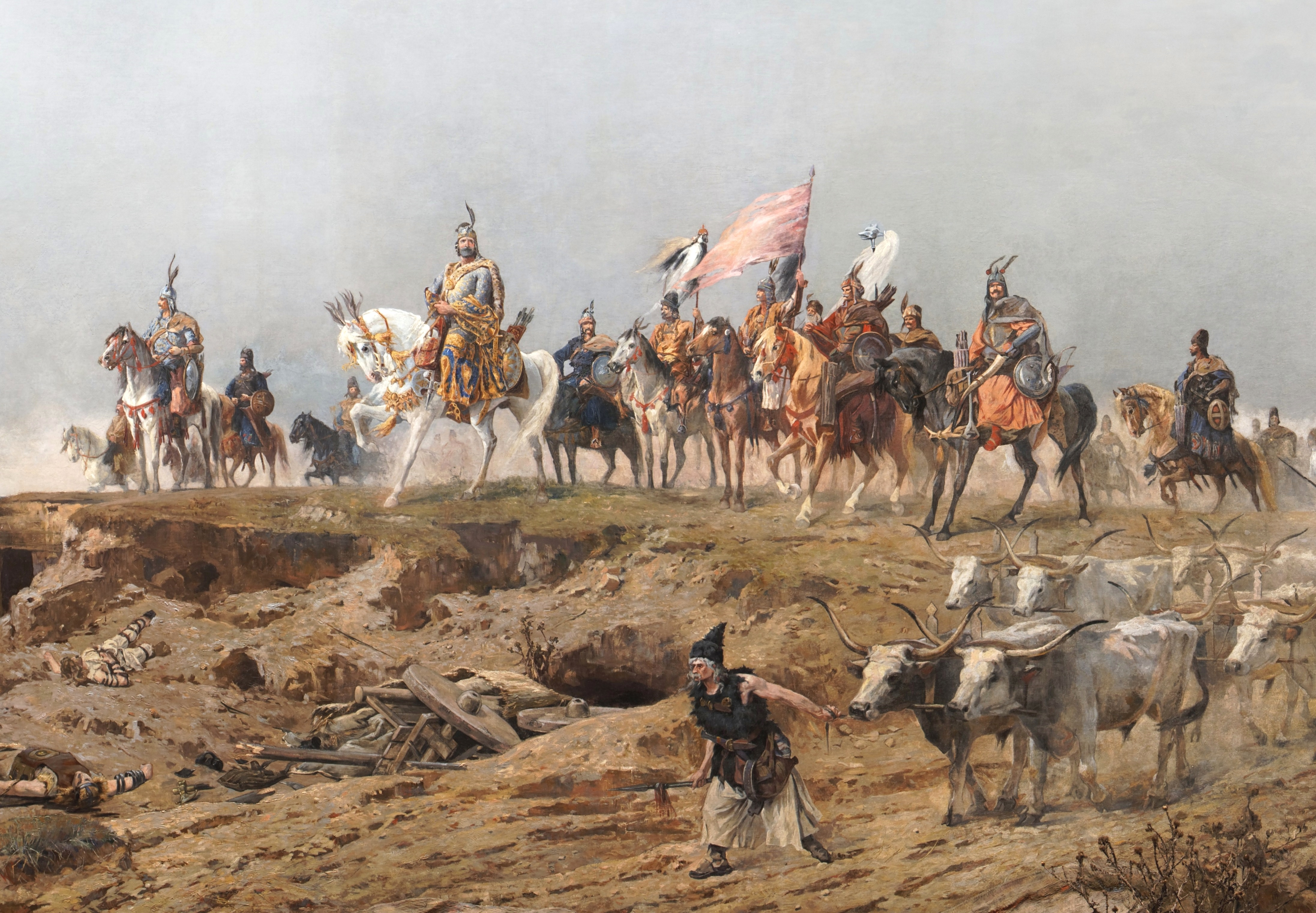
Bức họa Người Hung đã đến vào thế kỉ 9
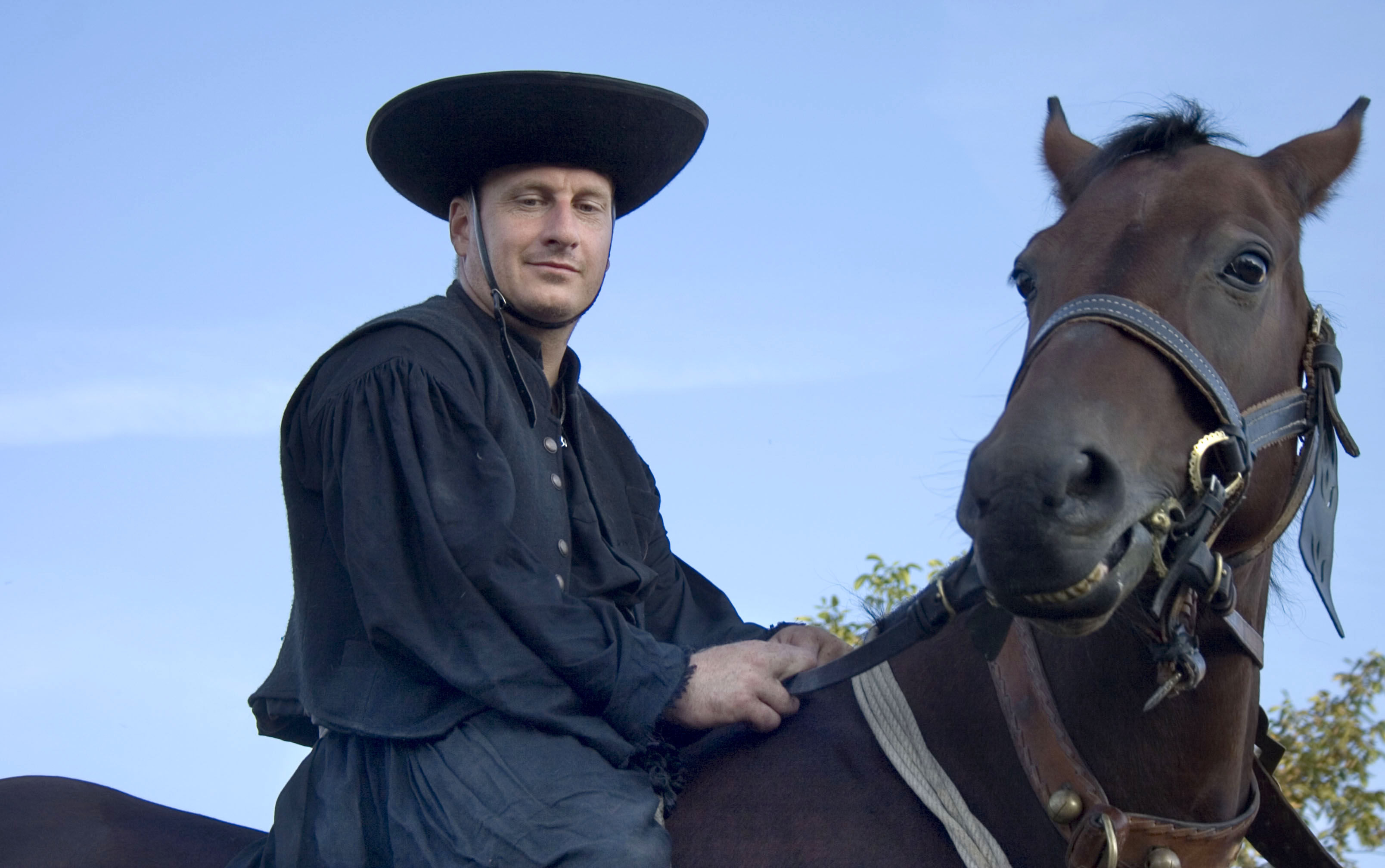
Cao bồi (csikós)
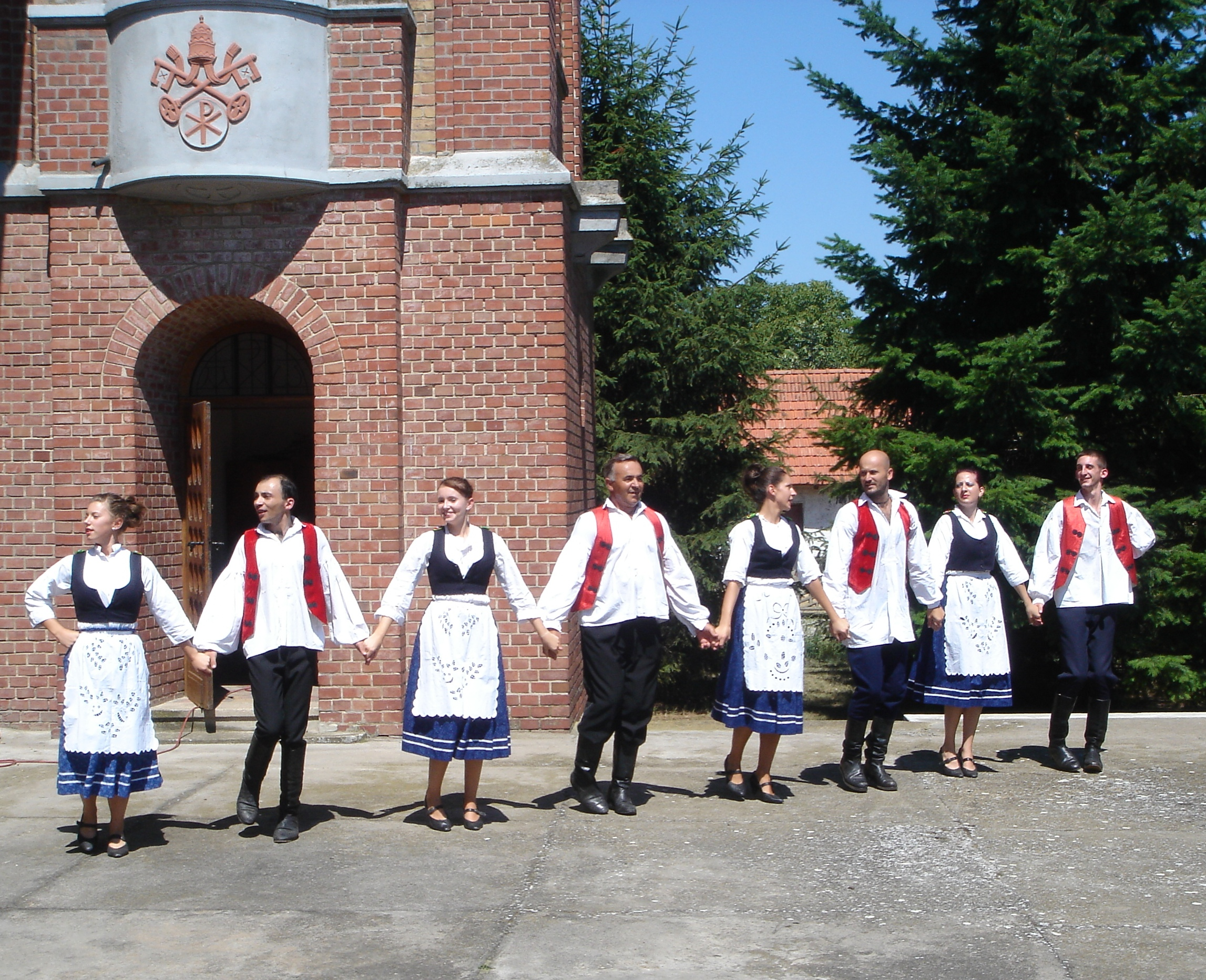
Điệu nhảy truyền thống của Hungary
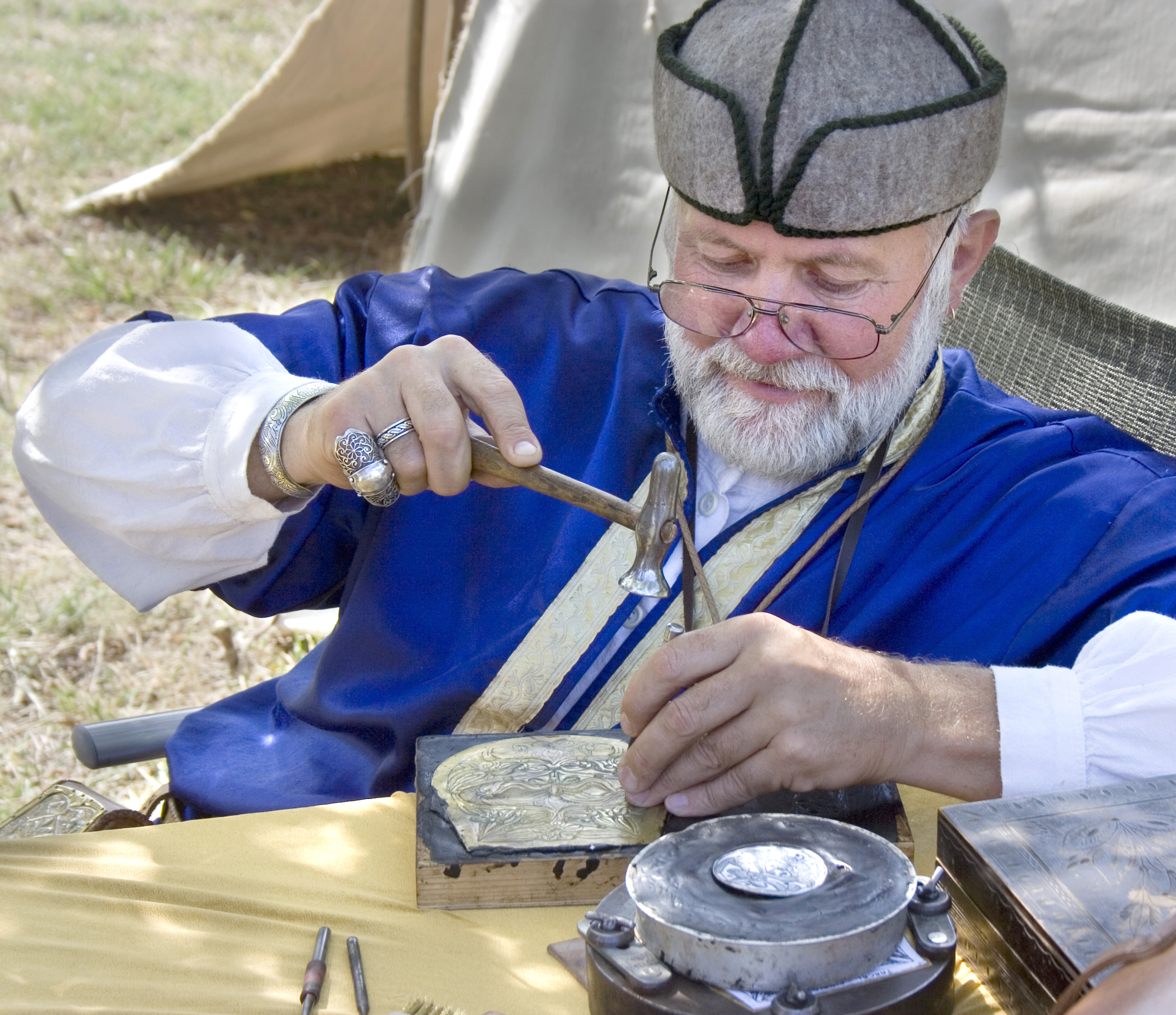
Bậc thầy thợ rèn đang làm việc
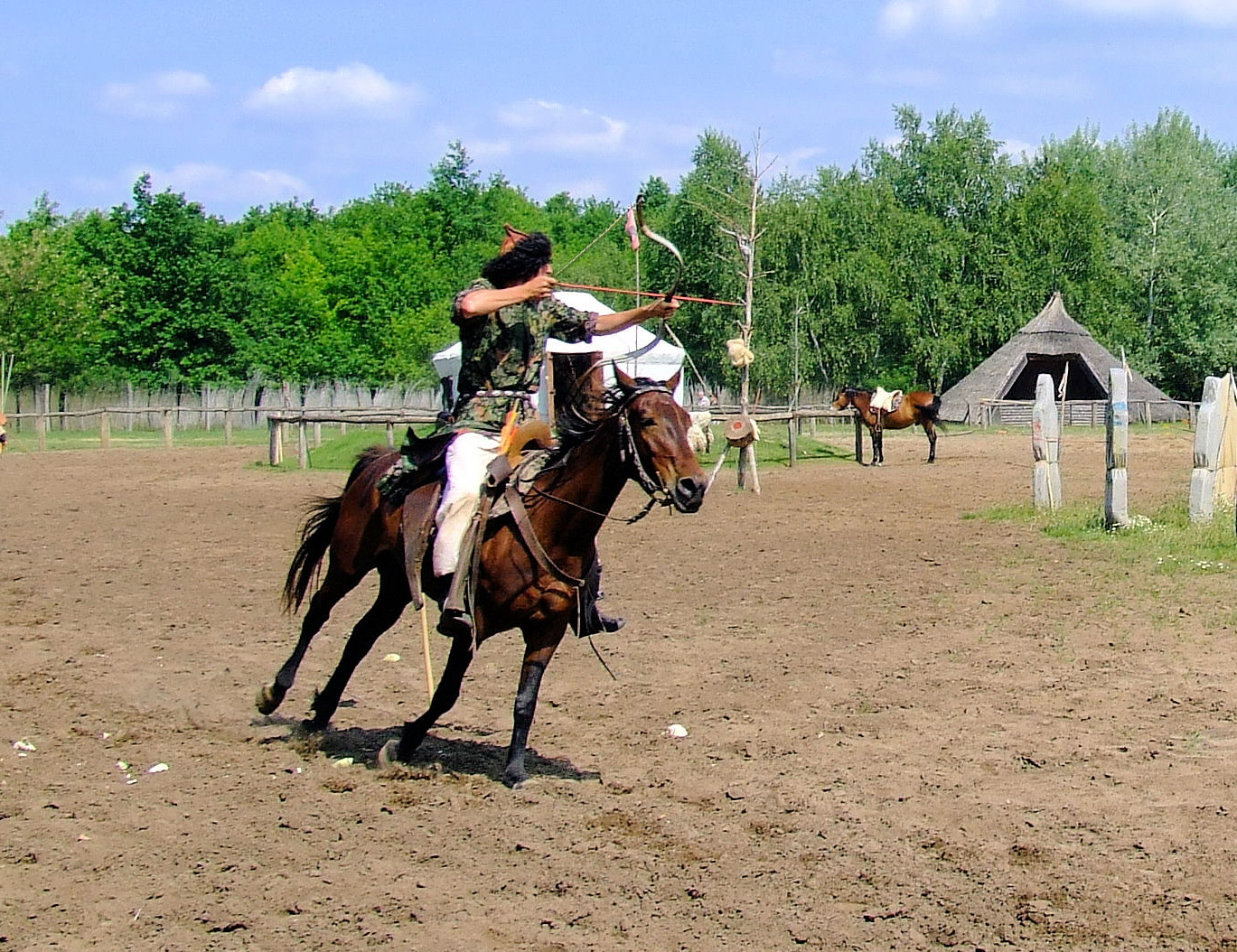
Cung thủ cưỡi ngựa
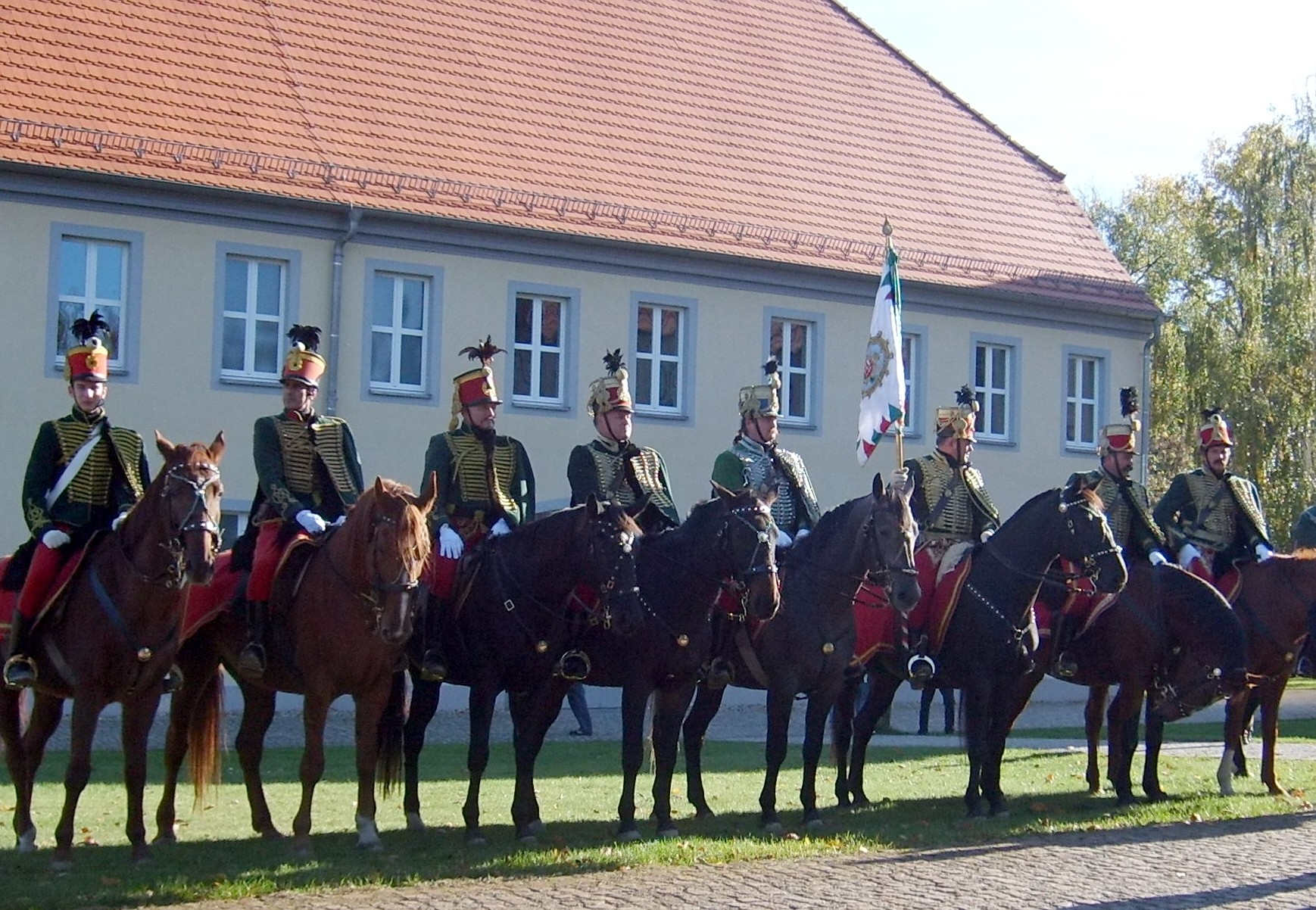
Người Hussars của Hungary ở Elsterwerda
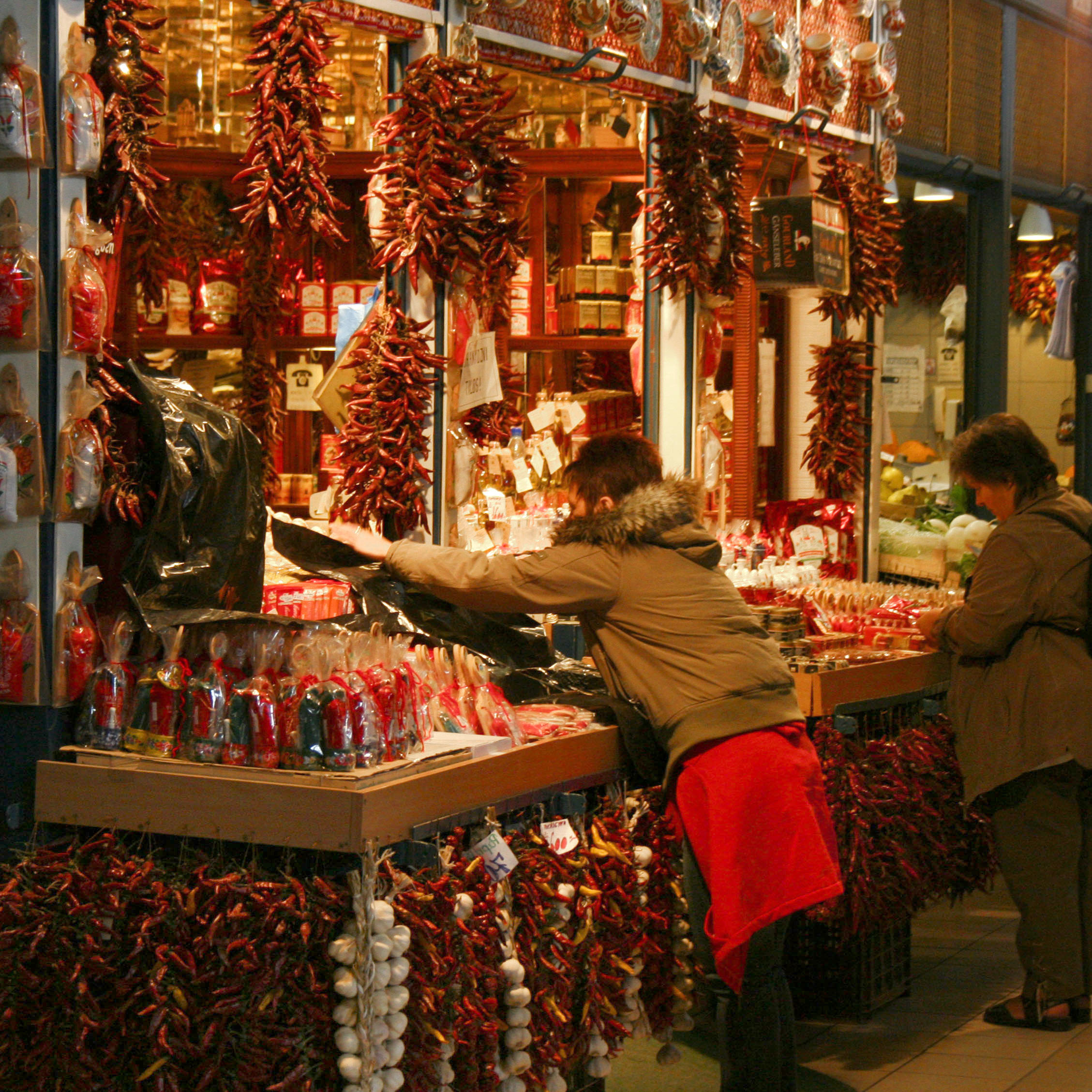
Người bán ớt bột ở Budapest
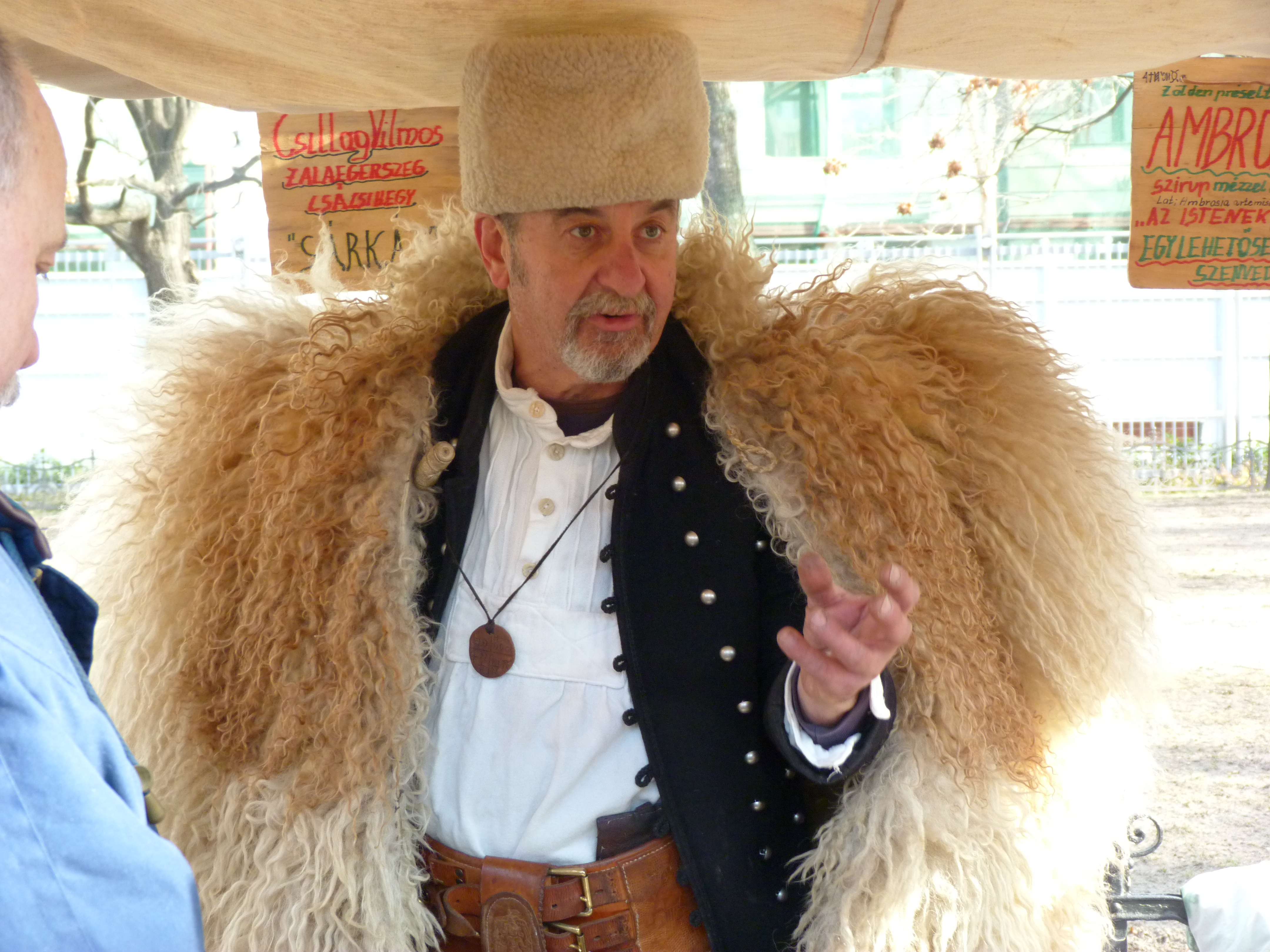
Bộ trang phục truyền thống của gulyás (người chăn gia súc)

### Quốc ca
"Himnusz" được duyệt làm quốc ca vào thế kỉ 19 và khổ thơ đầu tiên được hát ở những buổi lễ chính thức. Lời bài hát được viết bởi Ferenc Kölcsey, một nhà thơ nổi tiếng tại Hungary vào năm 1823, còn phần phổ nhạc được công nhận chính thức thuộc về nhà soạn nhạc lãng mạn Ferenc Erkel vào năm 1844, mặc dù vậy vẫn tồn tại một số bản phổ nhạc khác ít được biết đến hơn.

### Ẩm thực
Các món ăn truyền thống của Hungar có rất nhiều hương vị và mùi thơm hấp dẫn. Các món ăn có hương vị, gia vị và thường khá đậm đặc. Hương vị các món ăn của Hungary dựa theo những truyền thống chuẩn bị nguyên liệu và gia vị có từ hàng thế kỉ. Các nguyên liệu tinh tế được sản xuất bởi ngành nông nghiệp và chăn nuôi địa phương. Ớt bột, hành tây và tỏi có ở khắp mọi nơi. Vào thời Trung Cổ, súp cá là món bột cá phổ biến và được ưa chuộng nhất ở Hungary. Một cuốn sách dạy nấu ăn từ năm 1860 chứa 400 công thức nấu món cá. Những món ăn đặc sản nổi tiếng nhất của nền ẩm thực Hungary gồm súp goulash, nhiều loại món hầm khác nhau và paprikás có màu đỏ của ớt bột.

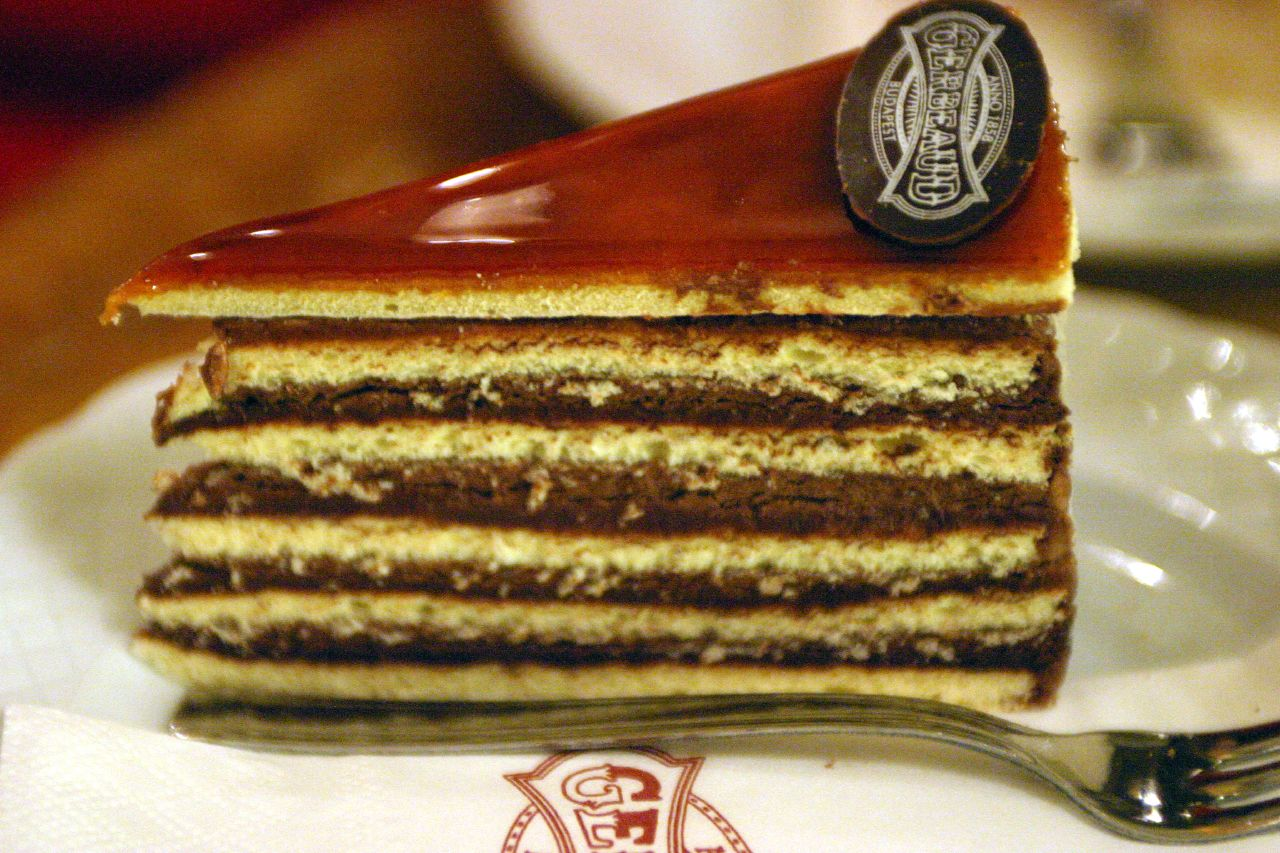
Dobos torte
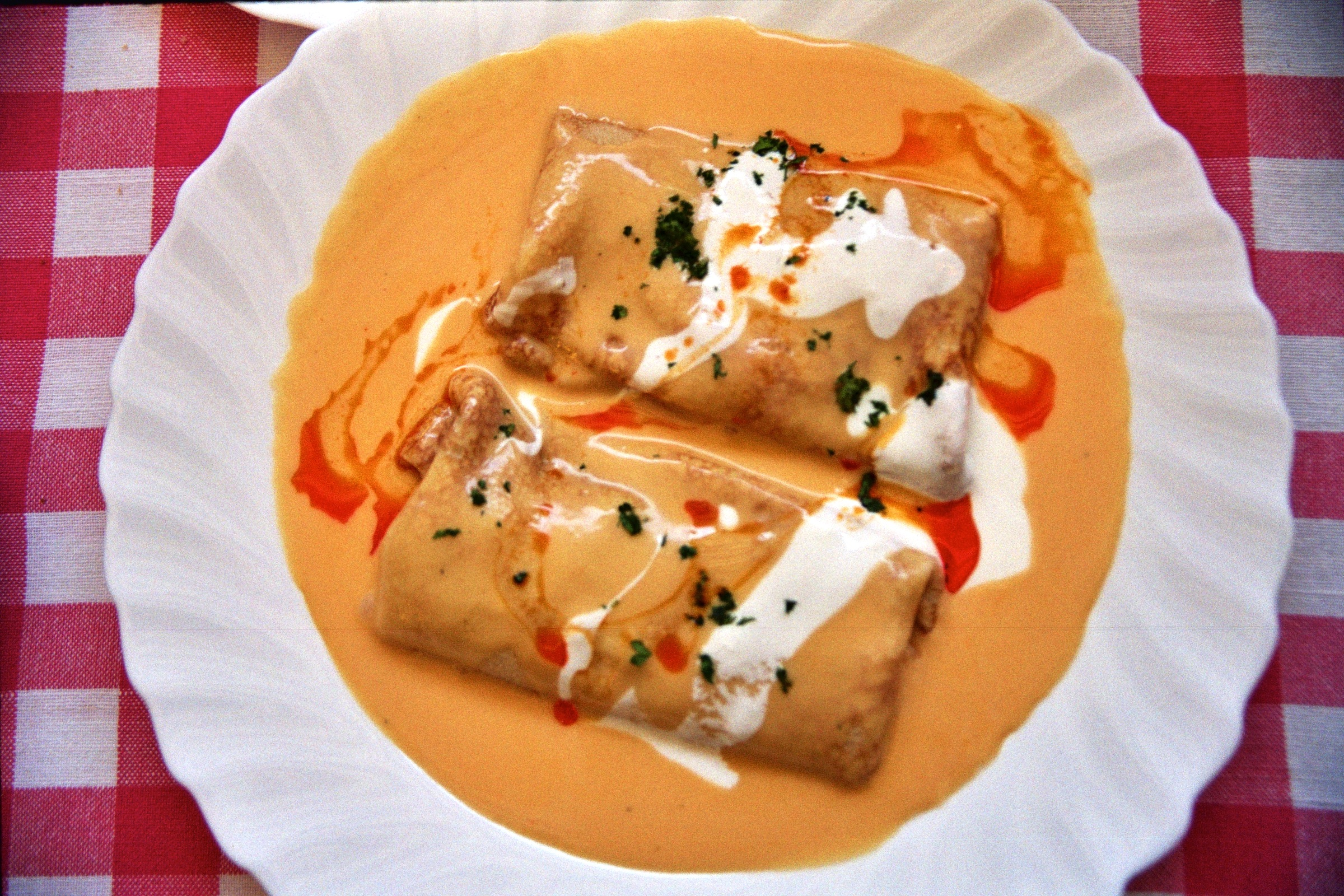
Hortobágyi palacsinta (bánh kếp dày)
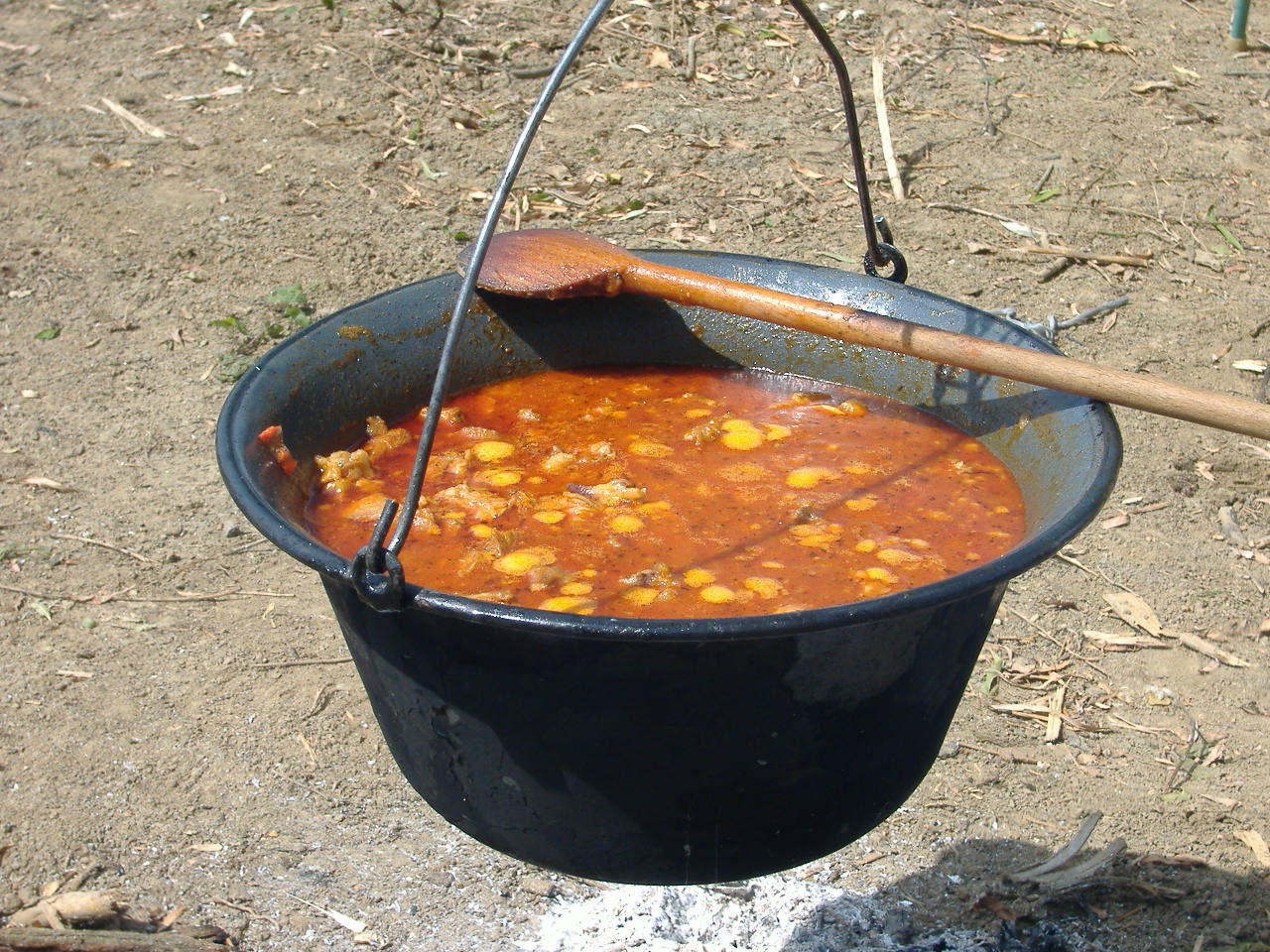
Goulash
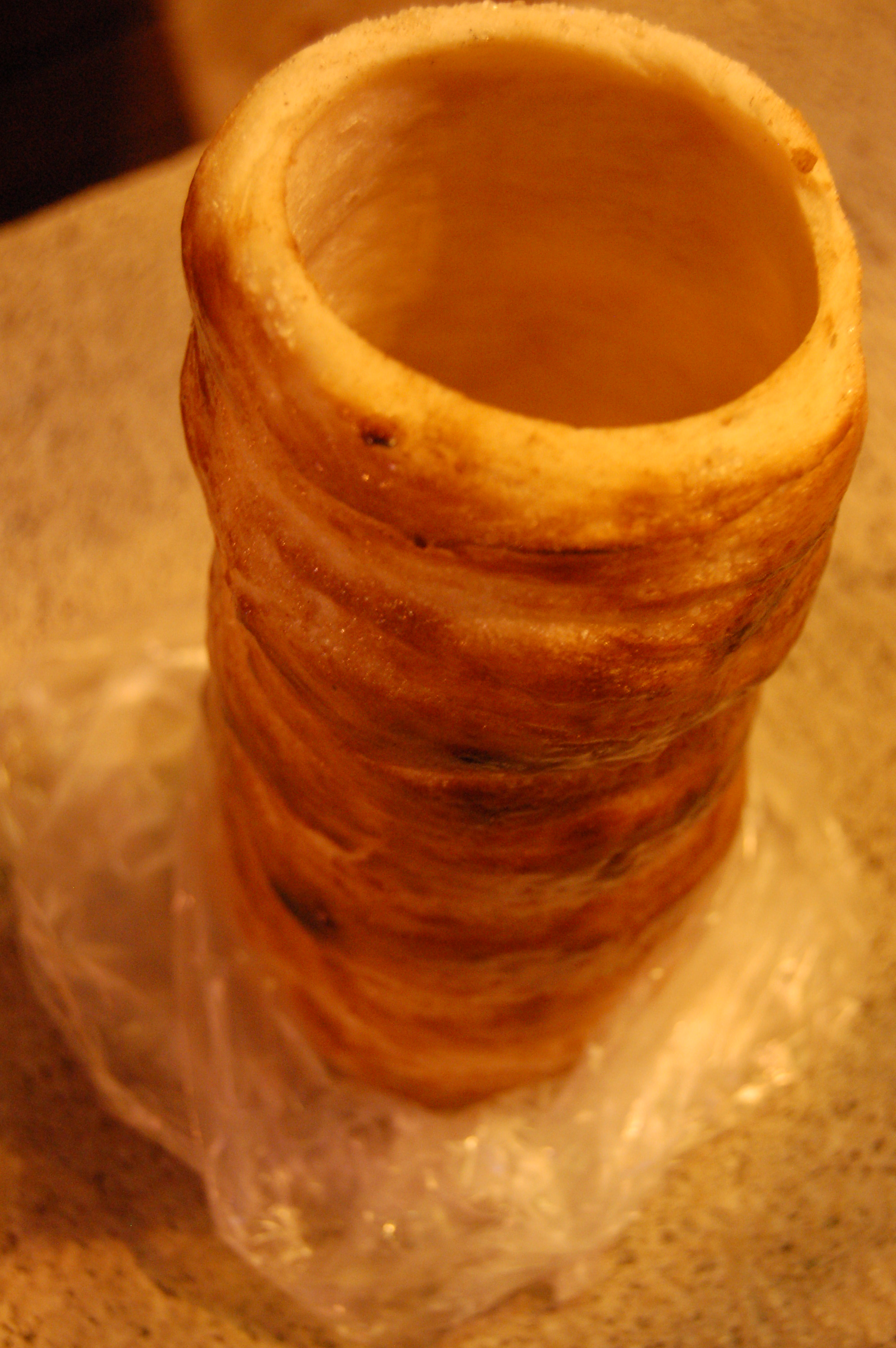
Bánh ống khói Kürtőskalács
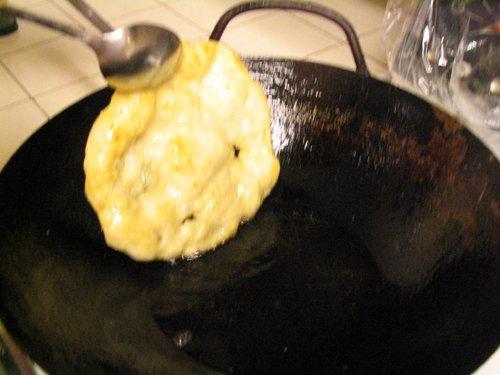
Món lángos nóng hổi
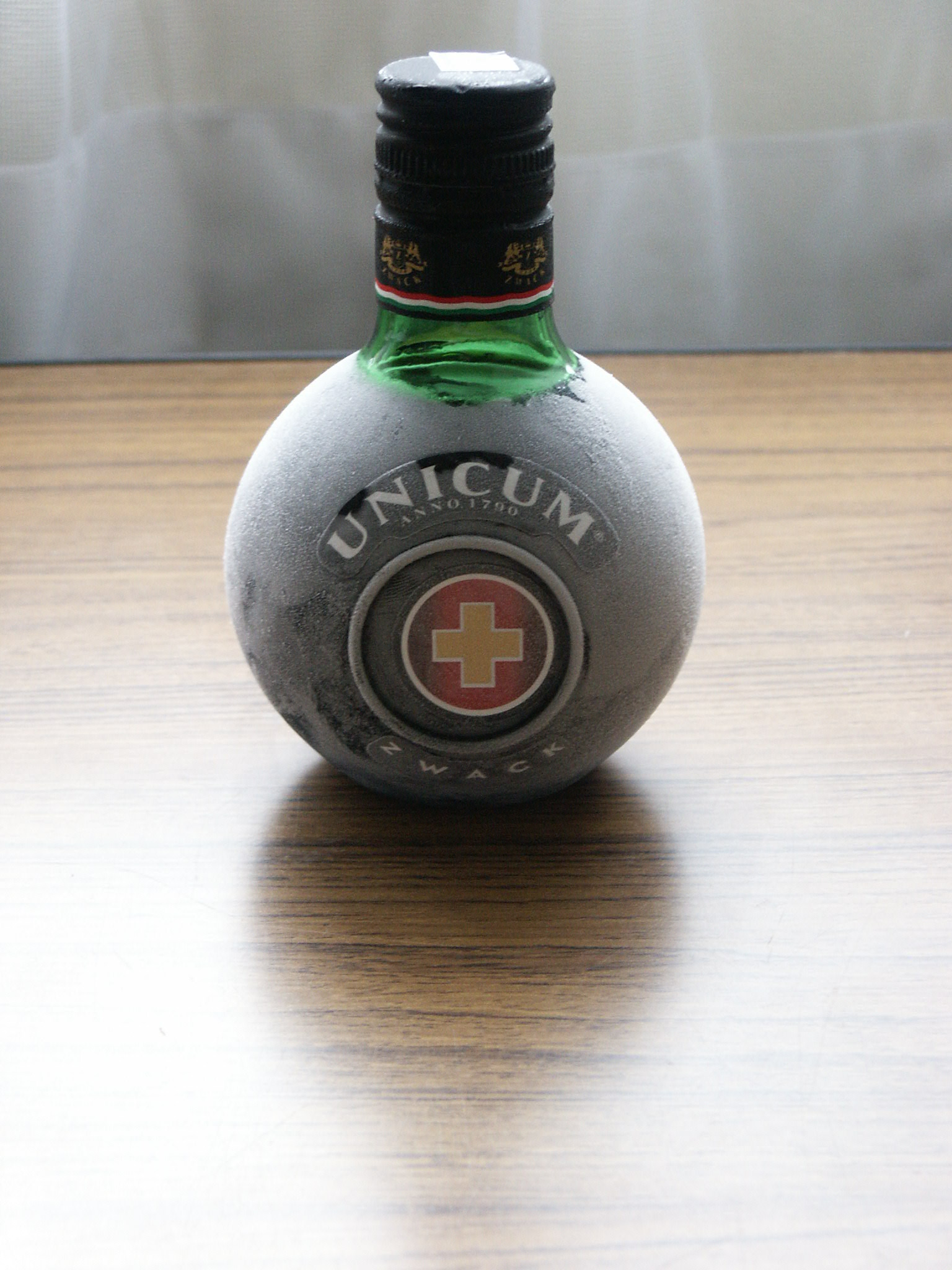
Một chai Unicum lạnh
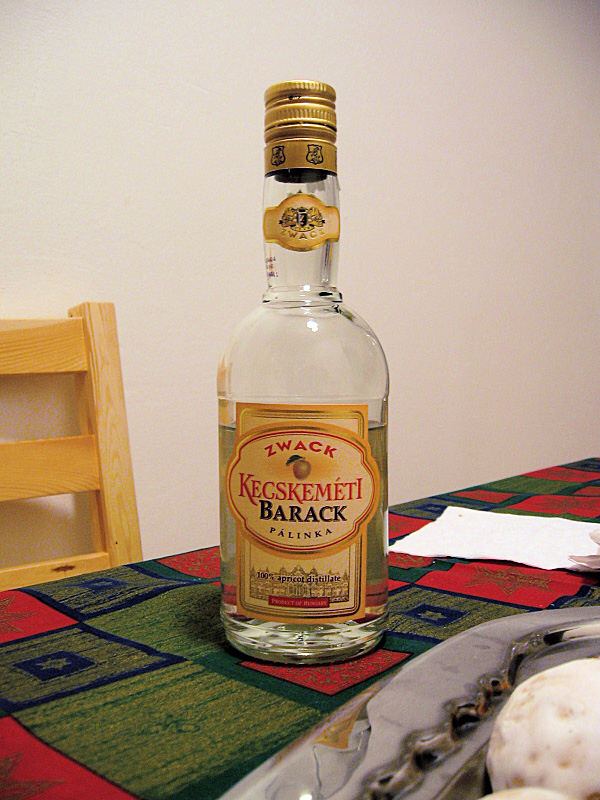
Pálinka
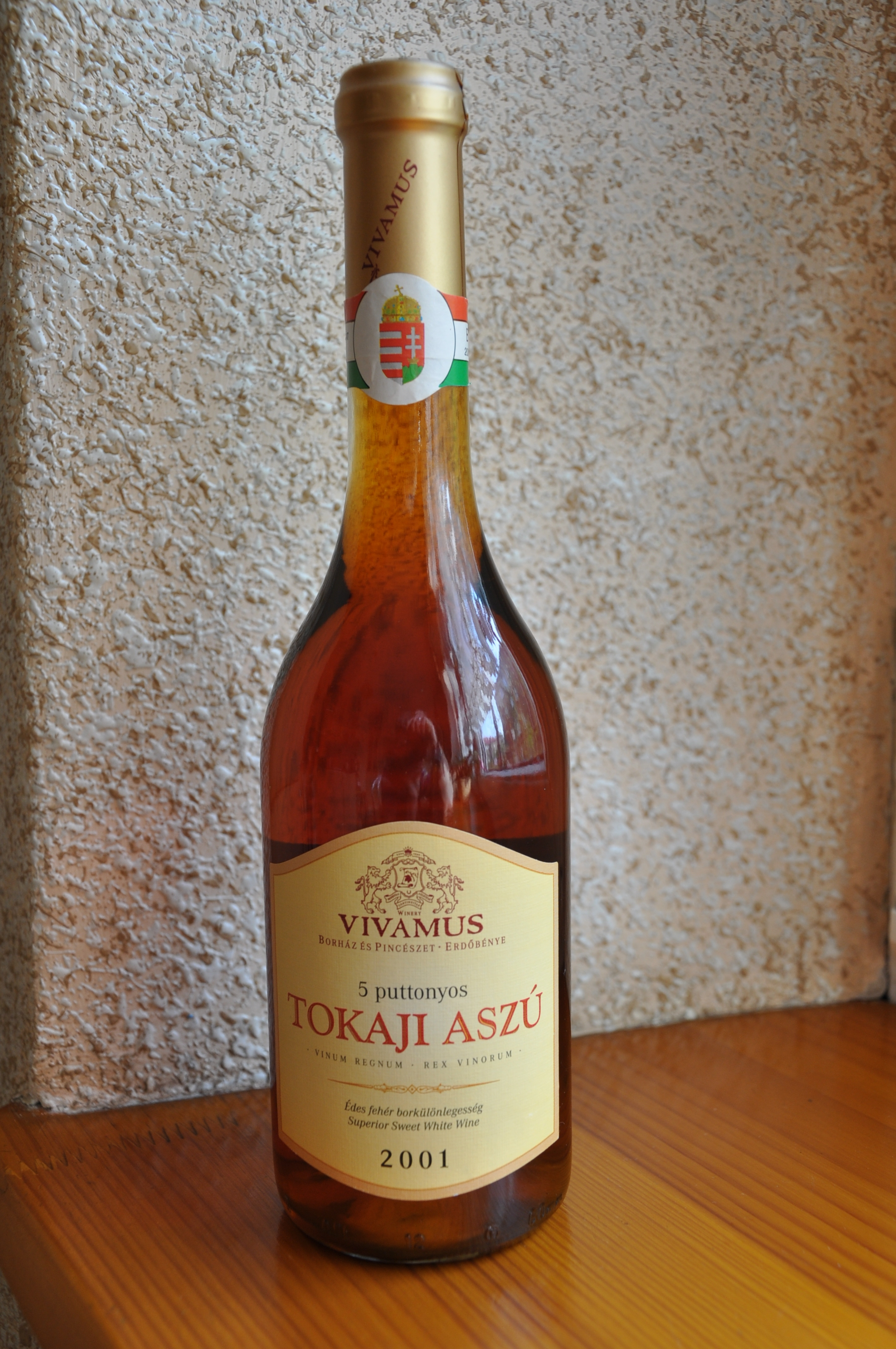
Rượu Tokaji, "Vinum Regum, Rex Vinorum" ("Rượu của Vua, Vua của Rượu")